# Megabalanus tanagrae
Megabalanus tanagrae är en kräftdjursart som först beskrevs av Henry Augustus Pilsbry 1928.  Megabalanus tanagrae ingår i släktet Megabalanus och familjen havstulpaner. Inga underarter finns listade i Catalogue of Life.